# Đệ Nhị Phu nhân và Phu quân Hoa Kỳ
Đệ Nhị Phu nhân Hoa Kỳ và Đệ Nhị Phu quân Hoa Kỳ là danh hiệu không chính thức dành cho người vợ hay người chồng của Phó Tổng thống Hoa Kỳ trong thời gian chồng hay vợ của họ giữ chức Phó Tổng thống. Danh hiệu này ít được sử dụng hơn danh hiệu Đệ nhất phu nhân Hoa Kỳ. Danh hiệu Đệ Nhị Phu nhân Hoa Kỳ hiện nay được sử dụng cho Usha Vance, vợ của Phó Tổng thống J. D. Vance.
Thuật ngữ "Đệ Nhị Phu quân", được đặt ra trái ngược với Đệ Nhất Phu nhân (người hầu như luôn là vợ của Tổng thống), có thể được sử dụng lần đầu tiên bởi Jennie Tuttle Hobart (có chồng, Garret Hobart là Phó Tổng thống từ 1897 đến 1899) đề cập đến chính mình.
Tiêu đề sau đó không được ủng hộ, nhưng đã được hồi sinh vào những năm 1980. Trong những năm 1990, danh hiệu một lần nữa bị bỏ rơi, để ủng hộ "vợ của Phó Tổng thống", nhưng sau đó đã được hồi sinh trong nhiệm kỳ tổng thống của Barack Obama. Việc sử dụng nó được tiếp tục bởi chính quyền của Donald Trump, mặc dù chính Donald Trump đã nói, trong nhiệm kỳ tổng thống của ông, rằng ông chưa bao giờ nghe thuật ngữ này.
Mười bốn Đệ Nhị Phu nhân đã tiếp tục trở thành Đệ Nhất Phu nhân Hoa Kỳ trong thời gian chồng họ làm Tổng thống. Người đầu tiên làm điều này là Abigail Adams, người đã kết hôn với John Adams, là Phó Tổng thống đầu tiên từ 1789 đến 1797 và sau đó là Tổng thống thứ hai từ 1797 đến 1801. Người cuối cùng làm điều này là Jill Biden, người đã kết hôn với Joe Biden, Phó Tổng thống thứ 47 và là Tổng thống đương nhiệm của Hoa Kỳ.
Đệ Nhị Phu quân đầu tiên là Doug Emhoff, chồng của Kamala Harris, nữ Phó Tổng thống đầu tiên trong lịch sử Hoa Kỳ.
Có sáu cựu Đệ nhị Phu Nhân còn sống: Marilyn Quayle, vợ của Dan Quayle; Tipper Gore, hiện đã ly thân với vợ của Al Gore; Lynne Cheney, vợ của Dick Cheney; và Jill Biden, vợ của Joe Biden; Karen Pence, vợ của Mike Pence; Doug Emhoff, chồng của Kamala Harris.

## Danh sách các Đệ Nhị Phu nhân và Đệ Nhị Phu quân của Hoa Kỳ
| Hình ảnh                                                            | Đệ Nhị Phu nhân/Phụ quân                                            | Ngày sinh                                                           | Phó Tổng thống Ngày kết hôn                                         | Nhiệm kỳ                                                            | Ngày mất (tuổi)                               | Nhiệm kỳ của Đệ Nhất Phu nhân Hoa Kỳ |  |
| ------------------------------------------------------------------- | ------------------------------------------------------------------- | ------------------------------------------------------------------- | ------------------------------------------------------------------- | ------------------------------------------------------------------- | --------------------------------------------- | ------------------------------------ |  |
|                                                                     | Abigail Smith                                                       | 11 tháng 11, 1744                                                   | John Adams 25 tháng 10 năm 1764                                     | 21 tháng 4 năm 1789 – 4 tháng 3 năm 1797                            | 28 tháng 10, 1818 (73 tuổi)                   | 1797–1801                            |  |
| Không có; Thomas Jefferson là một người góa vợ.                     | Không có; Thomas Jefferson là một người góa vợ.                     | Không có; Thomas Jefferson là một người góa vợ.                     | Không có; Thomas Jefferson là một người góa vợ.                     | Không có; Thomas Jefferson là một người góa vợ.                     | 4 tháng 3 năm 1797 – 4 tháng 3 năm 1801       |                                      |  |
| Không có; Aaron Burr là một người góa vợ.                           | Không có; Aaron Burr là một người góa vợ.                           | Không có; Aaron Burr là một người góa vợ.                           | Không có; Aaron Burr là một người góa vợ.                           | Không có; Aaron Burr là một người góa vợ.                           | 4 tháng 3 năm 1801 – 4 tháng 3 năm 1805       |                                      |  |
| Không có; George Clinton là một người góa vợ.                       | Không có; George Clinton là một người góa vợ.                       | Không có; George Clinton là một người góa vợ.                       | Không có; George Clinton là một người góa vợ.                       | Không có; George Clinton là một người góa vợ.                       | 4 tháng 3 năm 1805 – ngày 20 tháng 4 năm 1812 |                                      |  |
| Không có; không có Phó Tổng thống                                   | Không có; không có Phó Tổng thống                                   | Không có; không có Phó Tổng thống                                   | Không có; không có Phó Tổng thống                                   | Không có; không có Phó Tổng thống                                   | ngày 20 tháng 4 năm 1812 – 4 tháng 3 năm 1813 |                                      |  |
|                                                                     | Ann Thompson                                                        | 12 tháng 8, 1763                                                    | Elbridge Gerry 12 tháng 1 năm 1786                                  | 4 tháng 3 năm 1813 – 23 tháng 11 năm 1814                           | 17 tháng 3, 1849 (85 tuổi)                    |                                      |  |
| Không có; không có Phó Tổng thống                                   | Không có; không có Phó Tổng thống                                   | Không có; không có Phó Tổng thống                                   | Không có; không có Phó Tổng thống                                   | Không có; không có Phó Tổng thống                                   | 23 tháng 11 năm 1814 – 4 tháng 3 năm 1817     |                                      |  |
|                                                                     | Hannah Minthorne                                                    | 28 tháng 8, 1781                                                    | Daniel D Tompkins 20 tháng 2 năm 1798                               | 4 tháng 3 năm 1817 – 4 tháng 3 năm 1825                             | 18 tháng 2, 1829 (47 tuổi)                    |                                      |  |
|                                                                     | Floride Bonneau Calhoun                                             | 15 tháng 2, 1792                                                    | John C. Calhoun 8 tháng 1 năm 1811                                  | 4 tháng 3 năm 1825 – 28 tháng 12 năm 1832                           | 25 tháng 7, 1866 (74 tuổi)                    |                                      |  |
| Không có; không có Phó Tổng thống                                   | Không có; không có Phó Tổng thống                                   | Không có; không có Phó Tổng thống                                   | Không có; không có Phó Tổng thống                                   | Không có; không có Phó Tổng thống                                   | 28 tháng 12 năm 1832 – 4 tháng 3 năm 1833     |                                      |  |
| Không có; Martin Van Buren là một người góa vợ.                     | Không có; Martin Van Buren là một người góa vợ.                     | Không có; Martin Van Buren là một người góa vợ.                     | Không có; Martin Van Buren là một người góa vợ.                     | Không có; Martin Van Buren là một người góa vợ.                     | 4 tháng 3 năm 1833 – 4 tháng 3 năm 1837       |                                      |  |
| Không có; Richard M. Johnson was a widower via common-law marriage. | Không có; Richard M. Johnson was a widower via common-law marriage. | Không có; Richard M. Johnson was a widower via common-law marriage. | Không có; Richard M. Johnson was a widower via common-law marriage. | Không có; Richard M. Johnson was a widower via common-law marriage. | 4 tháng 3 năm 1837 – 4 tháng 3 năm 1841       |                                      |  |
|                                                                     | Letitia Christian                                                   | 12 tháng 11, 1790                                                   | John Tyler 29 tháng 3 năm 1813                                      | 4 tháng 3 năm 1841 – 4 tháng 4 năm 1841                             | 12 tháng 9, 1842 (51 tuổi)                    | 1841–1842                            |  |
| Không có; không có Phó Tổng thống                                   | Không có; không có Phó Tổng thống                                   | Không có; không có Phó Tổng thống                                   | Không có; không có Phó Tổng thống                                   | Không có; không có Phó Tổng thống                                   | 4 tháng 4 năm 1841 – 4 tháng 3 năm 1845       |                                      |  |
|                                                                     | Sophia Chew Nicklin                                                 | 24 tháng 6, 1798                                                    | George M. Dallas 1816                                               | 4 tháng 3 năm 1845 – 4 tháng 3 năm 1849                             | 11 tháng 1, 1869 (70 tuổi)                    |                                      |  |
|                                                                     | Abigail Powers                                                      | 13 tháng 3, 1798                                                    | Millard Fillmore 5 tháng 2 năm 1826                                 | 4 tháng 3 năm 1849 – 9 tháng 7 năm 1850                             | 30 tháng 3, 1853 (55 tuổi)                    | 1850–1853                            |  |
| Không có; không có Phó Tổng thống                                   | Không có; không có Phó Tổng thống                                   | Không có; không có Phó Tổng thống                                   | Không có; không có Phó Tổng thống                                   | Không có; không có Phó Tổng thống                                   | 9 tháng 7 năm 1850 – 4 tháng 3 năm 1853       |                                      |  |
| Không có; William R. King chưa kết hôn.                             | Không có; William R. King chưa kết hôn.                             | Không có; William R. King chưa kết hôn.                             | Không có; William R. King chưa kết hôn.                             | Không có; William R. King chưa kết hôn.                             | 4 tháng 3 năm 1853 – 18 tháng 4 năm 1853      |                                      |  |
| Không có; không có Phó Tổng thống                                   | Không có; không có Phó Tổng thống                                   | Không có; không có Phó Tổng thống                                   | Không có; không có Phó Tổng thống                                   | Không có; không có Phó Tổng thống                                   | 18 tháng 4 năm 1853 – 4 tháng 3 năm 1857      |                                      |  |
|                                                                     | Mary Cyrene Burch                                                   | 16 tháng 8, 1826                                                    | John C. Breckinridge 12 tháng 12 năm 1843                           | 4 tháng 3 năm 1857 – 4 tháng 3 năm 1861                             | 8 tháng 10, 1907 (81 tuổi)                    |                                      |  |
|                                                                     | Ellen Vesta Emery                                                   | 14 tháng 9, 1835                                                    | Hannibal Hamlin 1856                                                | 4 tháng 3 năm 1861 – 4 tháng 3 năm 1865                             | 1 tháng 2, 1925 (89 tuổi)                     |                                      |  |
|                                                                     | Eliza McCardle                                                      | 4 tháng 10, 1810                                                    | Andrew Johnson 17 tháng 5 năm 1827                                  | 4 tháng 3 năm 1865 – 15 tháng 4 năm 1865                            | 15 tháng 1, 1876 (65 tuổi)                    | 1865–1869                            |  |
| Không có; không có Phó Tổng thống                                   | Không có; không có Phó Tổng thống                                   | Không có; không có Phó Tổng thống                                   | Không có; không có Phó Tổng thống                                   | Không có; không có Phó Tổng thống                                   | 15 tháng 4 năm 1865 – 4 tháng 3 năm 1869      |                                      |  |
|                                                                     | Ellen Maria Wade                                                    | 26 tháng 7, 1836                                                    | Schuyler Colfax 18 tháng 11 năm 1868                                | 4 tháng 3 năm 1869 – 4 tháng 3 năm 1873                             | 4 tháng 3, 1911 (74 tuổi)                     |                                      |  |
| Không có; Henry Wilson là một người góa vợ.                         | Không có; Henry Wilson là một người góa vợ.                         | Không có; Henry Wilson là một người góa vợ.                         | Không có; Henry Wilson là một người góa vợ.                         | Không có; Henry Wilson là một người góa vợ.                         | 4 tháng 3 năm 1873 – 22 tháng 11 năm 1875     |                                      |  |
| Không có; không có Phó Tổng thống                                   | Không có; không có Phó Tổng thống                                   | Không có; không có Phó Tổng thống                                   | Không có; không có Phó Tổng thống                                   | Không có; không có Phó Tổng thống                                   | 22 tháng 11 năm 1875 – 4 tháng 3 năm 1877     |                                      |  |
| Không có; William A. Wheeler là một người góa vợ.                   | Không có; William A. Wheeler là một người góa vợ.                   | Không có; William A. Wheeler là một người góa vợ.                   | Không có; William A. Wheeler là một người góa vợ.                   | Không có; William A. Wheeler là một người góa vợ.                   | 4 tháng 3 năm 1877 – 4 tháng 3 năm 1881       |                                      |  |
| Không có; Chester A. Arthur là một người góa vợ.                    | Không có; Chester A. Arthur là một người góa vợ.                    | Không có; Chester A. Arthur là một người góa vợ.                    | Không có; Chester A. Arthur là một người góa vợ.                    | Không có; Chester A. Arthur là một người góa vợ.                    | 4 tháng 3 năm 1881 – 19 tháng 9 năm 1881      |                                      |  |
| Không có; không có Phó Tổng thống                                   | Không có; không có Phó Tổng thống                                   | Không có; không có Phó Tổng thống                                   | Không có; không có Phó Tổng thống                                   | Không có; không có Phó Tổng thống                                   | 19 tháng 9 năm 1881 – 4 tháng 3 năm 1885      |                                      |  |
|                                                                     | Eliza Carol Morgan                                                  | 23 tháng 11, 1823                                                   | Thomas A. Hendricks 26 tháng 9 năm 1845                             | 4 tháng 3 năm 1885 – 25 tháng 11 năm 1885                           | 3 tháng 1, 1903 (79 tuổi)                     |                                      |  |
| Không có; không có Phó Tổng thống                                   | Không có; không có Phó Tổng thống                                   | Không có; không có Phó Tổng thống                                   | Không có; không có Phó Tổng thống                                   | Không có; không có Phó Tổng thống                                   | 25 tháng 11 năm 1885 – 4 tháng 3 năm 1889     |                                      |  |
|                                                                     | Anna Livingston Reade Street                                        | 18 tháng 5, 1846                                                    | Levi P. Morton 1873                                                 | 4 tháng 3 năm 1889 – 4 tháng 3 năm 1893                             | 14 tháng 8, 1918 (72 tuổi)                    |                                      |  |
|                                                                     | Letitia Green                                                       | 8 tháng 1, 1843                                                     | Adlai Stevenson I 22 tháng 12 năm 1866                              | 4 tháng 3 năm 1893 – 4 tháng 3 năm 1897                             | 25 tháng 12, 1913 (70 tuổi)                   |                                      |  |
|                                                                     | Esther Jane "Jennie" Tuttle                                         | 30 tháng 4, 1849                                                    | Garret Hobart 21 tháng 7 năm 1869                                   | 4 tháng 3 năm 1897 – 21 tháng 11 năm 1899                           | 8 tháng 1, 1941 (91 tuổi)                     |                                      |  |
| Không có; không có Phó Tổng thống                                   | Không có; không có Phó Tổng thống                                   | Không có; không có Phó Tổng thống                                   | Không có; không có Phó Tổng thống                                   | Không có; không có Phó Tổng thống                                   | 21 tháng 11 năm 1899 – 4 tháng 3 năm 1901     |                                      |  |
|                                                                     | Edith Kermit Carow                                                  | 6 tháng 8, 1861                                                     | Theodore Roosevelt 2 tháng 12 năm 1886                              | 4 tháng 3 năm 1901 – 14 tháng 9 năm 1901                            | 30 tháng 9, 1948 (87 tuổi)                    | 1901–1909                            |  |
| Không có; không có Phó Tổng thống                                   | Không có; không có Phó Tổng thống                                   | Không có; không có Phó Tổng thống                                   | Không có; không có Phó Tổng thống                                   | Không có; không có Phó Tổng thống                                   | 14 tháng 9 năm 1901 – 4 tháng 3 năm 1905      |                                      |  |
|                                                                     | Cornelia "Nellie" Cole                                              | tháng 1 năm 1852                                                    | Charles W. Fairbanks 1874                                           | 4 tháng 3 năm 1905 – 4 tháng 3 năm 1909                             | 25 tháng 10, 1913 (61 tuổi)                   |                                      |  |
|                                                                     | Carrie Babcock                                                      | 16 tháng 11, 1856                                                   | James S. Sherman 26 tháng 1 năm 1881                                | 4 tháng 3 năm 1909 – 30 tháng 10 năm 1912                           | 6 tháng 10, 1931 (74 tuổi)                    |                                      |  |
| Không có; không có Phó Tổng thống                                   | Không có; không có Phó Tổng thống                                   | Không có; không có Phó Tổng thống                                   | Không có; không có Phó Tổng thống                                   | Không có; không có Phó Tổng thống                                   | 30 tháng 10 năm 1912 – 4 tháng 3 năm 1913     |                                      |  |
|                                                                     | Lois Irene Kimsey                                                   | 9 tháng 5, 1873                                                     | Thomas R. Marshall 2 tháng 10 năm 1895                              | 4 tháng 3 năm 1913 – 4 tháng 3 năm 1921                             | 6 tháng 1, 1958 (84 tuổi)                     |                                      |  |
|                                                                     | Grace Anna Goodhue                                                  | 3 tháng 1, 1879                                                     | Calvin Coolidge 4 tháng 10 năm 1905                                 | 4 tháng 3 năm 1921 – 2 tháng 8 năm 1923                             | 8 tháng 7, 1957 (78 tuổi)                     | 1923–1929                            |  |
| Không có; không có Phó Tổng thống                                   | Không có; không có Phó Tổng thống                                   | Không có; không có Phó Tổng thống                                   | Không có; không có Phó Tổng thống                                   | Không có; không có Phó Tổng thống                                   | 2 tháng 8 năm 1923 – 4 tháng 3 năm 1925       |                                      |  |
|                                                                     | Caro Dana Blymyer                                                   | 6 tháng 1, 1866                                                     | Charles G. Dawes 1889                                               | 4 tháng 3 năm 1925 – 4 tháng 3 năm 1929                             | 3 tháng 10, 1957 (91 tuổi)                    |                                      |  |
| Không có; Charles Curtis là một người góa vợ.                       | Không có; Charles Curtis là một người góa vợ.                       | Không có; Charles Curtis là một người góa vợ.                       | Không có; Charles Curtis là một người góa vợ.                       | Không có; Charles Curtis là một người góa vợ.                       | 4 tháng 3 năm 1929 – 4 tháng 3 năm 1933       |                                      |  |
|                                                                     | Mariette Elizabeth Rheiner                                          | 17 tháng 7, 1869                                                    | John Nance Garner 25 tháng 12 năm 1895                              | 4 tháng 3 năm 1933 – 20 tháng 1 năm 1941                            | 17 tháng 8, 1948 (79 tuổi)                    |                                      |  |
|                                                                     | Ilo Browne                                                          | 10 tháng 3, 1888                                                    | Henry A. Wallace 20 tháng 5 năm 1914                                | 20 tháng 1 năm 1941 – 20 tháng 1 năm 1945                           | 22 tháng 2, 1981 (92 tuổi)                    |                                      |  |
|                                                                     | Elizabeth Virginia "Bess" Wallace                                   | 13 tháng 2, 1885                                                    | Harry S. Truman 28 tháng 6 năm 1919                                 | 20 tháng 1 năm 1945 – 12 tháng 4 năm 1945                           | 18 tháng 10, 1982 (97 tuổi)                   | 1945–1953                            |  |
| Không có; không có Phó Tổng thống                                   | Không có; không có Phó Tổng thống                                   | Không có; không có Phó Tổng thống                                   | Không có; không có Phó Tổng thống                                   | Không có; không có Phó Tổng thống                                   | 12 tháng 4 năm 1945 – 20 tháng 1 năm 1949     |                                      |  |
| Không có; Alben W. Barkley là một người góa vợ.                     | Không có; Alben W. Barkley là một người góa vợ.                     | Không có; Alben W. Barkley là một người góa vợ.                     | Không có; Alben W. Barkley là một người góa vợ.                     | Không có; Alben W. Barkley là một người góa vợ.                     | 20 tháng 1 năm 1949 – 18 tháng 11 năm 1949    |                                      |  |
|                                                                     | Elizabeth Jane Rucker                                               | 23 tháng 9, 1911                                                    | Alben W. Barkley 18 tháng 11 năm 1949                               | 18 tháng 11 năm 1949 – 20 tháng 1 năm 1953                          | 6 tháng 9, 1964 (52 tuổi)                     |                                      |  |
|                                                                     | Thelma Catherine "Pat" Ryan                                         | 16 tháng 3, 1912                                                    | Richard Nixon 21 tháng 6 năm 1940                                   | 20 tháng 1 năm 1953 – 20 tháng 1 năm 1961                           | 22 tháng 6, 1993 (81 tuổi)                    | 1969–1974                            |  |
|                                                                     | Claudia Alta "Lady Bird" Taylor                                     | 22 tháng 12, 1912                                                   | Lyndon B. Johnson 17 tháng 11 năm 1934                              | 20 tháng 1 năm 1961 – 22 tháng 11 năm 1963                          | 11 tháng 7, 2007 (94 tuổi)                    | 1963–1969                            |  |
| Không có; không có Phó Tổng thống                                   | Không có; không có Phó Tổng thống                                   | Không có; không có Phó Tổng thống                                   | Không có; không có Phó Tổng thống                                   | Không có; không có Phó Tổng thống                                   | 22 tháng 11 năm 1963 – 20 tháng 1 năm 1965    |                                      |  |
|                                                                     | Muriel Fay Buck                                                     | 20 tháng 2, 1912                                                    | Hubert Humphrey 3 tháng 9 năm 1936                                  | 20 tháng 1 năm 1965 – 20 tháng 1 năm 1969                           | 20 tháng 9, 1998 (86 tuổi)                    |                                      |  |
|                                                                     | Elinor Isabel "Judy" Judefind                                       | 23 tháng 4, 1921                                                    | Spiro Agnew 27 tháng 5 năm 1942                                     | 20 tháng 1 năm 1969 – 10 tháng 10 năm 1973                          | 20 tháng 6, 2012 (91 tuổi)                    |                                      |  |
| Không có; không có Phó Tổng thống                                   | Không có; không có Phó Tổng thống                                   | Không có; không có Phó Tổng thống                                   | Không có; không có Phó Tổng thống                                   | Không có; không có Phó Tổng thống                                   | 10 tháng 10 năm 1973 – 6 tháng 12 năm 1973    |                                      |  |
|                                                                     | Elizabeth Ann "Betty" Bloomer                                       | 8 tháng 4, 1918                                                     | Gerald Ford 15 tháng 10 năm 1948                                    | 6 tháng 12 năm 1973 – 9 tháng 8 năm 1974                            | 8 tháng 7, 2011 (93 tuổi)                     | 1974–1977                            |  |
| Không có; không có Phó Tổng thống                                   | Không có; không có Phó Tổng thống                                   | Không có; không có Phó Tổng thống                                   | Không có; không có Phó Tổng thống                                   | Không có; không có Phó Tổng thống                                   | 9 tháng 8 năm 1974 – 19 tháng 12 năm 1974     |                                      |  |
|                                                                     | Margaretta Large "Happy" Fitler                                     | 9 tháng 6, 1926                                                     | Nelson Rockefeller 4 tháng 5 năm 1963                               | 19 tháng 12 năm 1974 – 20 tháng 1 năm 1977                          | 19 tháng 5, 2015 (88 tuổi)                    |                                      |  |
|                                                                     | Joan Adams                                                          | 8 tháng 8, 1930                                                     | Walter Mondale 27 tháng 12 năm 1955                                 | 20 tháng 1 năm 1977 – 20 tháng 1 năm 1981                           | 3 tháng 2, 2014 (83 tuổi)                     |                                      |  |
|                                                                     | Barbara Pierce                                                      | 8 tháng 6, 1925                                                     | George H. W. Bush 6 tháng 1 năm 1945                                | 20 tháng 1 năm 1981 – 20 tháng 1 năm 1989                           | 17 tháng 4, 2018 (92 tuổi)                    | 1989–1993                            |  |
|                                                                     | Marilyn Tucker                                                      | 29 tháng 7, 1949                                                    | Dan Quayle 18 tháng 11 năm 1972                                     | 20 tháng 1 năm 1989 – 20 tháng 1 năm 1993                           | Hoạt động 75 năm, 276 ngày                    |                                      |  |
|                                                                     | Mary Elizabeth "Tipper" Aitcheson                                   | 19 tháng 8, 1948                                                    | Al Gore 19 tháng 5 năm 1970                                         | 20 tháng 1 năm 1993 – 20 tháng 1 năm 2001                           | Hoạt động 76 năm, 255 ngày                    |                                      |  |
|                                                                     | Lynne Ann Vincent                                                   | 14 tháng 8, 1941                                                    | Dick Cheney 29 tháng 8 năm 1964                                     | 20 tháng 1 năm 2001 – 20 tháng 1 năm 2009                           | Hoạt động 83 năm, 260 ngày                    |                                      |  |
|                                                                     | Jill Tracy Jacobs                                                   | 3 tháng 6, 1951                                                     | Joe Biden 17 tháng 6 năm 1977                                       | 20 tháng 1 năm 2009 – 20 tháng 1 năm 2017                           | Hoạt động 73 năm, 332 ngày                    | 2021–2025                            |  |
|                                                                     | Karen Sue Batten                                                    | 1 tháng 1, 1957                                                     | Mike Pence 8 tháng 6 năm 1985                                       | 20 tháng 1 năm 2017 – 20 tháng 1 năm 2021                           | Hoạt động 68 năm, 120 ngày                    |                                      |  |
|                                                                     | Douglas Craig Emhoff                                                | 13 tháng 10, 1964                                                   | Kamala Harris 22 tháng 8 năm 2014                                   | 20 tháng 1 năm 2021 – 20 tháng 1 năm 2025                           | Hoạt động 60 năm, 200 ngày                    |                                      |  |
|                                                                     | Usha Bala Chilukuri                                                 | 6 tháng 1, 1986                                                     | J. D. Vance 2014                                                    | 20 tháng 1 năm 2025 – nay                                           | Hoạt động 39 năm, 115 ngày                    |                                      |  |